# Языль
Языль (бел. Языль) — агрогородок в Стародорожском районе Минской области, центр Языльского сельсовета. Население 830 человек (2009).

## География
Языль находится в юго-западном углу Стародорожского района на границах со Слуцким и Любанским районами в 21 км к юго-западу от Старых Дорог и в 6 км к северо-востоку от посёлка Уречье. Через деревню проходит местная автодорога Уречье — Горки. Местность принадлежит бассейну Днепра, через Языль течёт канализированная река Талица, приток Орессы. Ближайшая ж/д станция в 2 км к югу в деревне Оточка (линия Осиповичи — Слуцк).

## Достопримечательности
- Братская могила партизан и советских воинов
- Курганный могильник в 700 м от деревни
- Могилы жертв фашизма
- Памятник землякам, погибшим в Великую Отечественную войну[1]

Деревянная церковь середины XIX века была разобрана в 2005 году

## Известные уроженцы
Половченя Гавриил Антонович (1907—1988) — советский военный деятель. Участник Польского похода РККА, Советско-финской, Великой Отечественной и Советско-японской войн. Герой Советского Союза (1942). Заместитель командующего бронетанковыми и механизированными войсками Одесского военного округа по боевой подготовке. Подполковник.
Комар Иван Иванович (родился 18.03.1970г.) - мастер спорта международного класса, чемпион СССР в беге на 800 метров, победитель Кубка Европы.
Довнар Петр Викторович (11.07.1953г.- 12.04.1981г.) - ст. лейтенант, командир десантно-штурмовой роты. За мужество и героизм посмертно награжден орденом Красной Звезды и медалью «Воину-интернационалисту от благодарного афганского Народа».
Подробнее на: https://belkadet.by/pogibshie-vypuskniki/dovnar-petr-viktorovich.html
1. ↑  «Збор помнікаў гісторыi i культуры Беларусі. Мінская вобласць. Кніга 2». Мінск, выдавецтва «Беларуская Савецкая Энцыклапедыя імя Петруся Броўкі», 1987 год. Дата обращения: 15 ноября 2016. Архивировано 21 декабря 2017 года.
2. ↑  Языль на сайте globus.tut.by. Дата обращения: 15 ноября 2016. Архивировано из оригинала 10 января 2017 года.